# Аствацатуров, Михаил Иванович
Михаил Иванович Аствацатуров (13 января 1878, Дербент, Дагестанская область — 29 марта 1936, Ленинград) — советский медик, нейрохирург и нейротравматолог.

## Биография

### Детство
Родился в Дербенте в семье офицера Ивана Моисеевича Аствацатурова (1832—после 1897); «потомственный дворянин, сын отставного полковника, армяно-григорианского вероисповедания». Его старший брат, Моисей Иванович Аствацатуров (род. 1870), также был врачом — окончил медицинский факультет Московского университета.

### Учеба
Среднее образование получил в 1-й Тифлисской классической гимназии. В Санкт-Петербурге окончил факультет естественных наук Петербургского университета в 1900 году. После окончания университета  был принят сразу на третий курс медицинского факультета Юрьевского университета, через год переведен на третий курс Военно-медицинской академии.  В 1904 году после окончания учебы со званием «лекарь с отличием» по конкурсу был зачислен институтским врачом для усовершенствования на кафедру душевных и нервных болезней, которой руководил В.М.Бехтерев.
В 1908 году Михаил Иванович стал стипендиатом Виллие – эта стипендия присуждалась врачам, окончившим естественное отделение физико-математического факультета университета и Военно-медицинскую академию и свободно владевшим двумя европейскими языками.
В 1908 году защитил докторскую диссертацию на тему «Клинические и экспериментально-психологические исследования речевой функции». Подготовка по неврологии Михаила Ивановича протекает в клинике выдающегося русского ученого, академика В. М. Бехтерева.

### Работа
Студентом работал в физиологической лаборатории H. Е. Введенского; за выполненную здесь работу «О продолжительности переживания нерва» был награждён золотой медалью.

### Загранкомандировка
После защиты докторской диссертации выехал в трехгодичную командировку за границу, во время которой учился и работал в Австрии, Англии, Германии, Франции и др. Среди ученых Запада, с которыми Михаил Иванович встречался, он особенно высоко ценил и выделял Бабинского и Эдингера. Во время трехлетней командировки за границу Михаил Иванович работал у Людвига Эдингера (Франкфурт-на-Майне), Жозефа Бабинского (Париж), Германа Оппенгейма (Берлин), Вильгельма Эрба (Гейдельберг) и др.

### Деятельность
Важным направлением научной деятельности М. И. Аствацатурова было изучение двигательных и рефлекторных расстройств в свете эволюционного учения; он занимался инфекционными и хирургическими заболеваниями нервной системы, изучал пирамидные симптомы и расстройства чувствительности. В ряде его работ отражены положения, которые в последующем явились основой теории о кортиковисцеральной патологии. 
В 1917 году был избран заведующим кафедрой нервных болезней Военно-медицинской академии, которую возглавлял в течение 20 лет (1917—1936 гг.) до последних дней жизни.

### Научные труды
Автор книг «Психотерапия и психоанализ» (1923), «Учебник нервных болезней» (1925, восемь переизданий), «Руководство по военной невропатологии» (1935, ред. и соавтор) и около 100 других научных работ.

## Семья
Жена — Надежда Платоновна Аствацатурова (урожд. Гургенбекова; 1878—1965, Ленинград). Окончила (в 1903) Санкт-Петербургские высшие женские курсы. Награждена медалью «За оборону Ленинграда».
Дочь — Ксения Михайловна Аствацатурова (1902—1969). В 1-м браке замужем за И. Я. Раздольским, во 2-м — за Ю. В. Кочуровым.  
Внучка — Вера Ивановна Раздольская (1923—2015), искусствовед. Была замужем за дирижером Джемалом Далгатом (1920—1992). Праправнук — Михаил Петрович Татарников.

## Награды и звания
- Доктор медицинских наук (1908)
- Профессор (1912)
- Заслуженный деятель науки РСФСР[11]

## Смерть
Неожиданная смерть настигла М. И. Аствацатурова в 58-летнем возрасте. Похоронен на Казачьем кладбище на территории Александро-Невской Лавры (бывшая Коммунистическая площадка) в Петербурге.

## Память
Именем М. И. Аствацатурова названы кафедра и клиника нервных болезней Военно-медицинской академии.

## Разное
В романе Ивана Ефремова «Лезвие бритвы» упоминается Михаил Иванович.

### Сочинения
- Клинические и экспериментально-психологические исследования речевой функции: дис. — СПб., 1908.
- Симптоматология поражения пирамидного пучка с точки зрения физиологии условных рефлексов // Психиатр. газ. — 1918. — № 2. — С. 25.
- Психотерапия и психоанализ. — Пг., 1923.
- Нервные болезни // Ошибки в терапии и диагностике / под ред. С. А. Бруштейна. — М.—Л., 1930. — С. 444.
- О реперкуссии и её значении для объяснения некоторых клинических явлений // Сов. врач. — 1932. — № 23—24. — С. 1287.
- Обзор современного положения проблемы боли // Совр. психоневрол. — 1935. — № 6. — С. 141.
- О психосоматическом взаимоотношении при заболеваниях внутренних органов // Клин, мед. — 1934. — Т. 12. — № 9. — С. 1261.
- Учебник нервных болезней. — М.—Л., 1939[15]